# 加藤譲
加藤 譲（かとう ゆずる、1924年11月7日 - 2005年11月2日）は、日本の農業経済学者。

## 略歴
岡山県出身。東京帝国大学農学部農業経済学科卒業、のち東京大学農学部助教授、教授、85年定年退官となり、名誉教授、東京経済大学教授を務めた。日本農学賞、NIRA政策研究・東畑記念賞、読売農学賞受賞。
2003年11月瑞宝中綬章受章。

## 著書
- 『日本の農業と農業金融』全国地方銀行協会　銀行叢書 1964
- 『農業金融論』明文書房 現代農業経済学全集 1983
- 『農業発展と政策金融』楽游書房 1985

### 共編
- 『図説経済学体系 4 金融論』天利長三,矢島保男共編 学文社 1971
- 『インフレーションと日本農業』荏開津典生共編 東京大学出版会 1978
- 『水田利用再編と土地改良』編 農林統計協会 1984
- 『基本法農政の経済分析』逸見謙三共編 明文書房 1985

### 翻訳
- ジョフレイ・メイナード『経済発展とインフレーション』農政調査委員会 大明堂 (発売) 1972
- OECD編『1980年代の食品産業』鈴木福松共監訳 明文書房 1986